# Ommatius impeditus
Ommatius impeditus är en tvåvingeart som beskrevs av Wulp 1872. Ommatius impeditus ingår i släktet Ommatius och familjen rovflugor. Inga underarter finns listade i Catalogue of Life.